# Ahvaz-Kharg (oléoduc)
L'oléoduc de Ahvaz-Kharg est un oléoduc iranien reliant le champ pétrolier de Ahvaz, dans la province de  Khuzestan, au Sud-Ouest de l'Iran, au terminal pétrolier situé sur l'île de Kharg, dans le Golfe persique. Sur sa route, l'oléoduc dessert plusieurs gisements pétroliers, dont Marun, Karenj, Abu ol Faris et Pazavan. Il est utilisé pour transporter du pétrole brut.
L'oléoduc aboutit au port de Bandar Ganaveh, à partir duquel le pétrole est transmis à l'aide de pipelines sous-marins.